# Romulani
Romulanii sunt o rasă extraterestră fictivă din universul Star Trek, creată să semene cu romanii. Prima oară ei apar în Star Trek: Seria originală, în episodul din 1966, Balance of Terror (Echilibrul Terorii). Romulanii vor apărea și în Seria animată, Generația următoare, Deep Space Nine, Voyager și Enterprise. Au apărut și în Star Trek: Nemesis (2002) și în Star Trek (2009).
De-a lungul seriei aceștia sunt în general descriși ca antagoniști Federației, ei sunt întotdeauna în război sau într-un armistițiu incomod cu Federația, organizația galactică în care planeta Pământ este membră.